# Oedothorax assuetus
Oedothorax assuetus là một loài nhện trong họ Linyphiidae.
Loài này thuộc chi Oedothorax. Oedothorax assuetus được Andrei V. Tanasevitch miêu tả năm 1998.